# Cueva de Pálvölgy
La cueva de Pálvölgy está considerada la más larga de Hungría, y se sitúa en Budapest.
La sección de la cueva de algunos cientos de metros de longitud, explorada en 1904 en la pedrera accesible desde la calle Szépvölgyi, gracias a las continuas investigaciones iniciadas en los años 80, hoy día representa el conjunto rupestre Pálvölgy de más de 32 kilómetros de largo. 
El sendero habilitado de casi 500 metros de largo se caracteriza por espeleotemas de formas variadas, corredores en forma de fallas, estrechos, altos, ricos en formaciones diluidas (nichos y calderas esféricos), y por salas formadas en los cruces de estos corredores.  El desnivel de 28 metros se recorre en más de 400 escalones por una angosta escalera denominada Escalera de Pollos, de seis metros de altura. El clima de la cueva en invierno es agradablemente cálido y en verano, fresco, gracias a que todo el año la temperatura es de aproximadamente 11 grados. 
Las paredes de la cueva están compuestas principalmente por caliza, formada hace 40 millones de años como resultado de la sedimentación de los restos acumulados de organismos con esqueletos de sales de calcio en el fondo de un antiguo mar tropical poco profundo, donde estos organismos se encontraban en grandes cantidades. Hace millones de años, durante la elevación de las montañas, se formaron fallas y fisuras a lo largo de las cuales se mezclaron el agua termal caliente que emergió del fondo y las precipitaciones frescas infiltradas desde la superficie. Así, el agua mezclada rica en dióxido de carbono diluyó la piedra caliza a lo largo de las fracturas. Hace 1–1.5 millones de años, como resultado de ello, se formaron las galerías estrechas, en forma de fallas, del conjunto rupestre y, en los cruces de éstas, salas pequeñas y grandes. Con la elevación ulterior de las Colinas de Buda, el nivel del agua termal bajó paulatinamente y actualmente está a 85 metros por debajo de la superficie, donde, al pie de la colina, a lo largo del Danubio, en la orilla de Buda, alimenta los balnearios medicinales con aguas termales tibias y calientes.